# Liste de sanctuaires du culte de Mithra

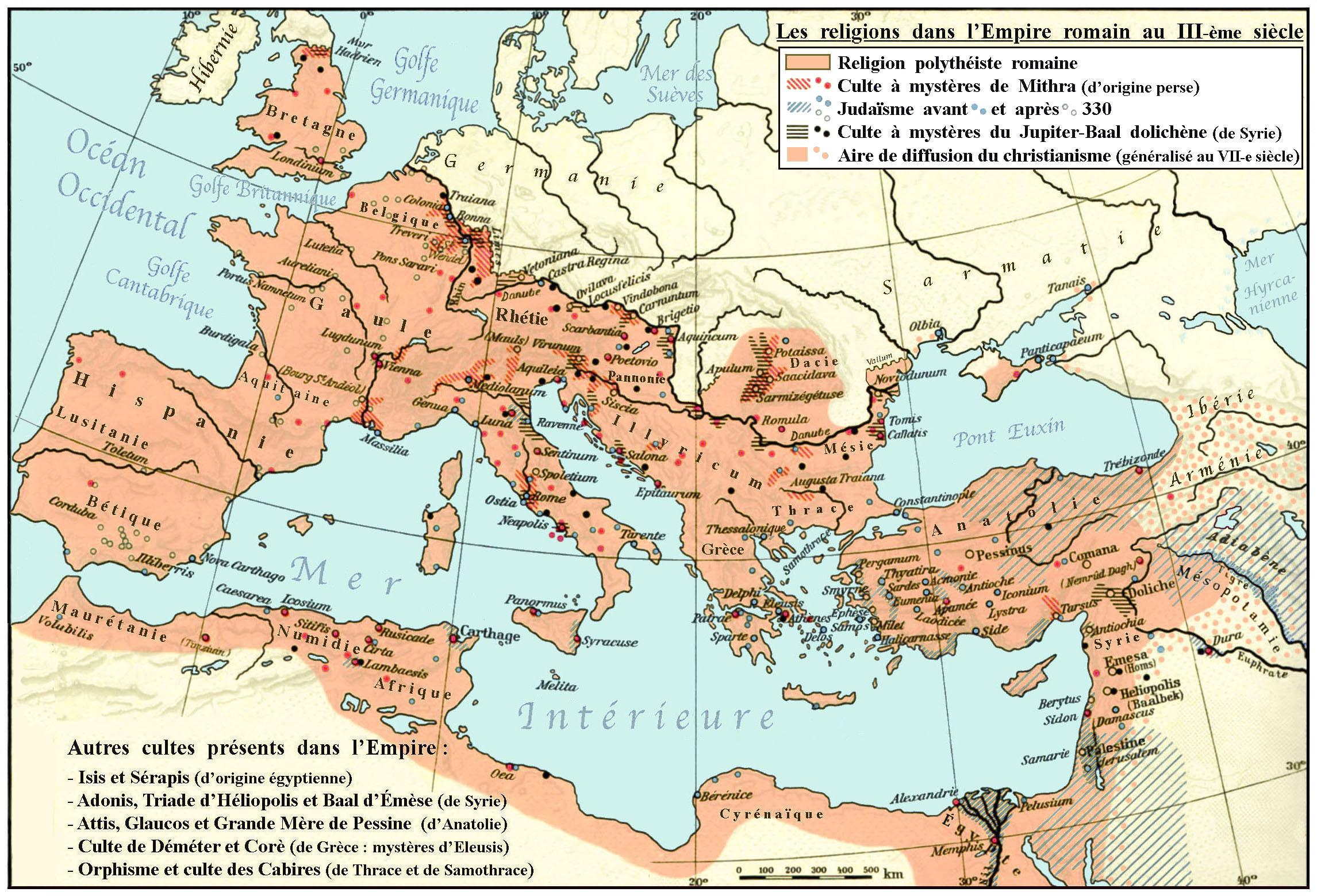
Carte de la diversité religieuse dans l'Empire romain au IIIe siècle avec, en rouge, les principaux mithréums.

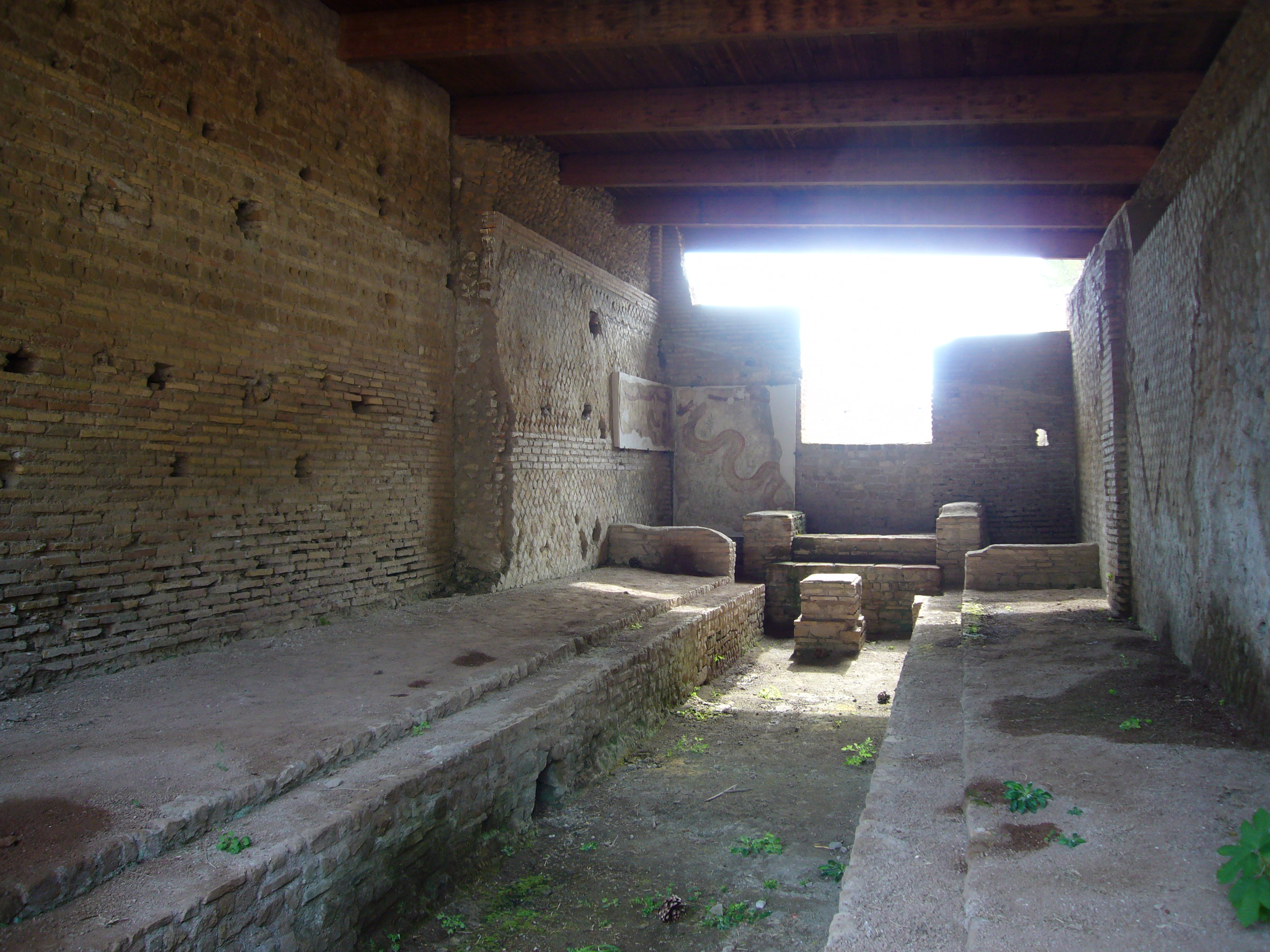
Mithréum des Serpents, Ostie, Italie.

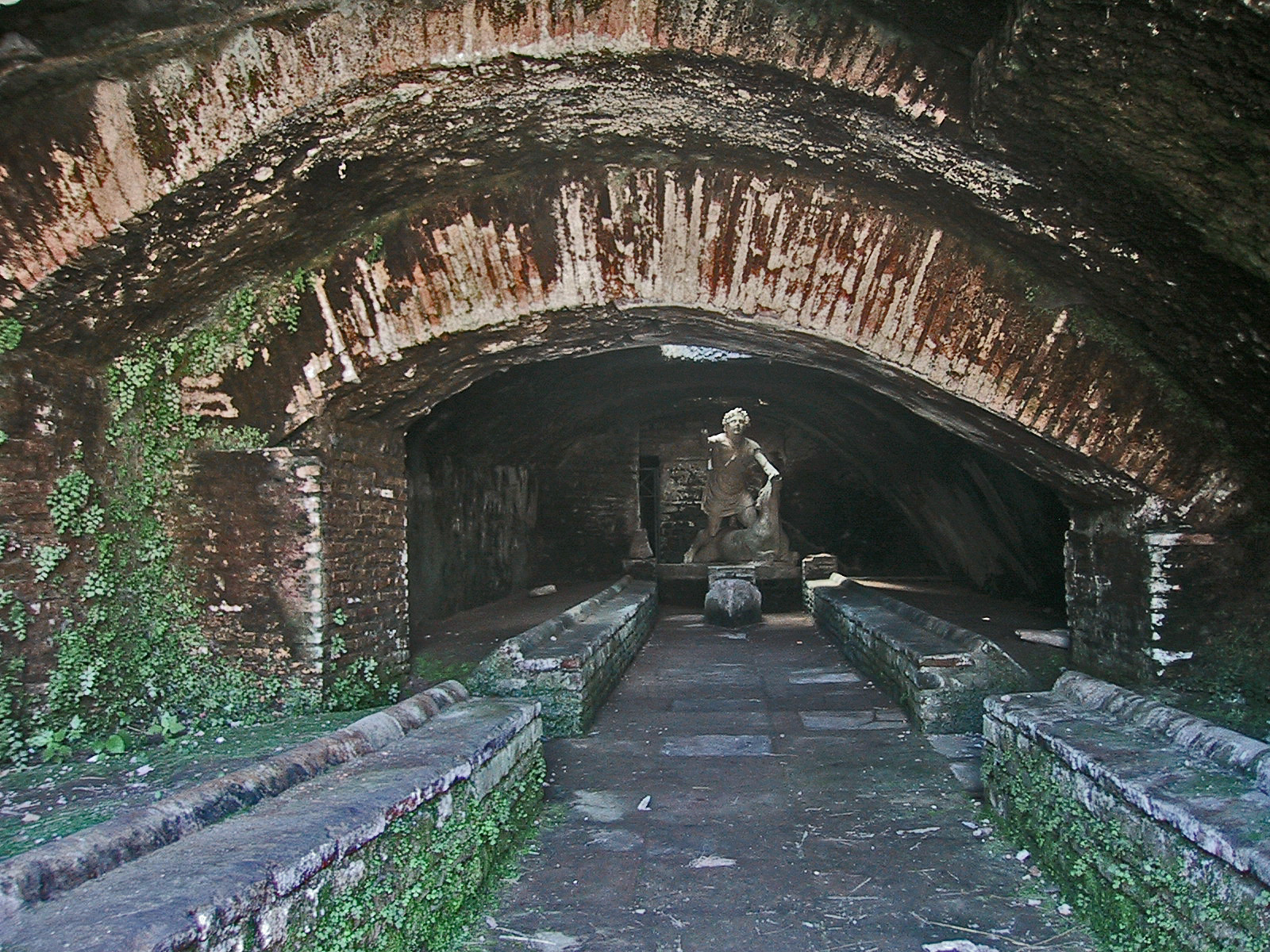
Mithréum des bains de Mithra à Ostie.

Cet article recense les sanctuaires du culte de Mithra (mithréum(s) ou mithraeum(s)), culte d'origine orientale qui connaît une grande diffusion dans l'Empire romain au IIe siècle apr. J.-C..

## Liste

### Algérie
- Mithraeum de Lambaesis, Lambèse,
- Mithraeum de Skikda, Skikda [1]

### Allemagne
- Bade-Wurtemberg :
  - Mithraea de Güglingen,

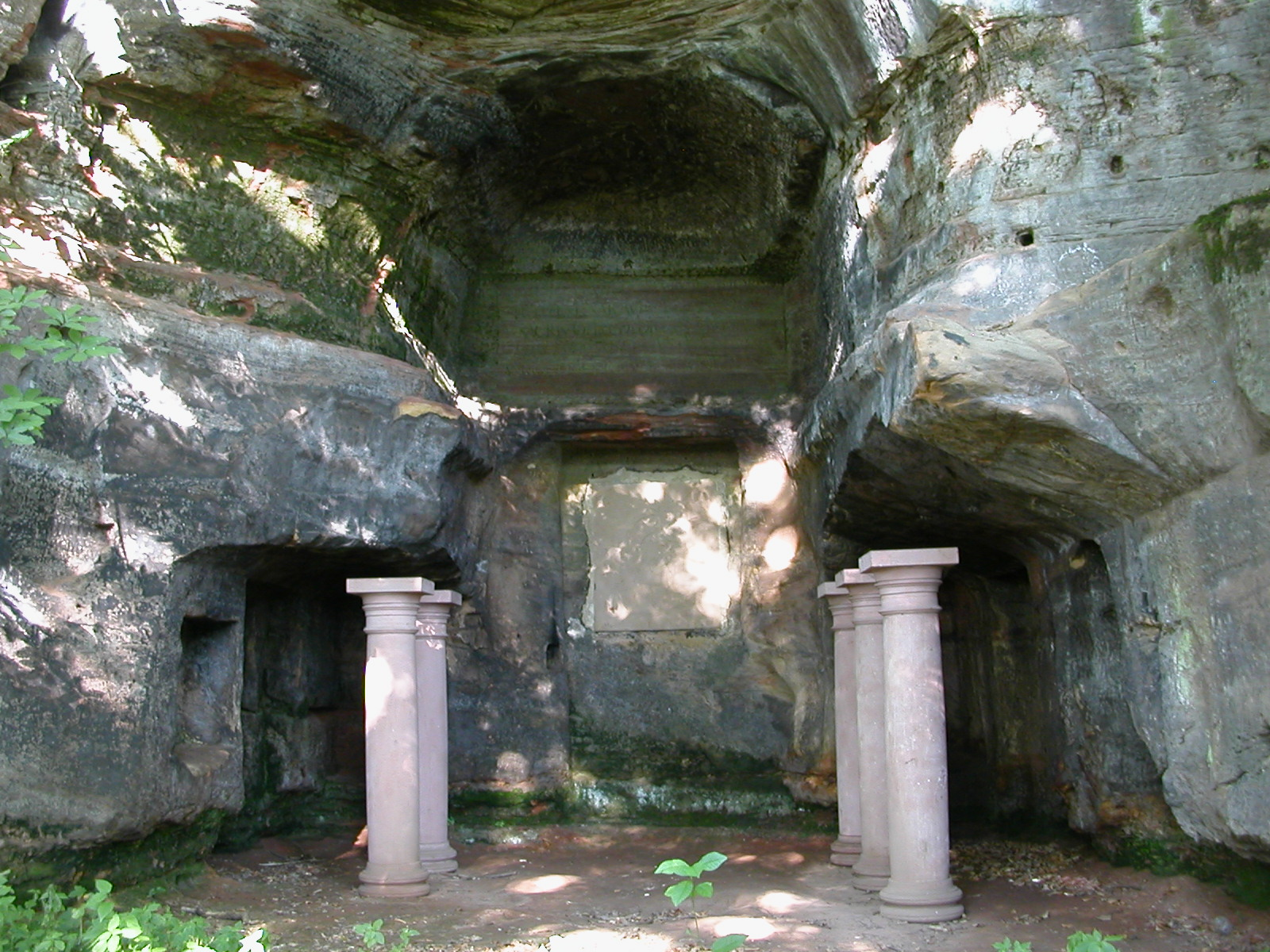
Grotte de Mithra, Sarrebruck.

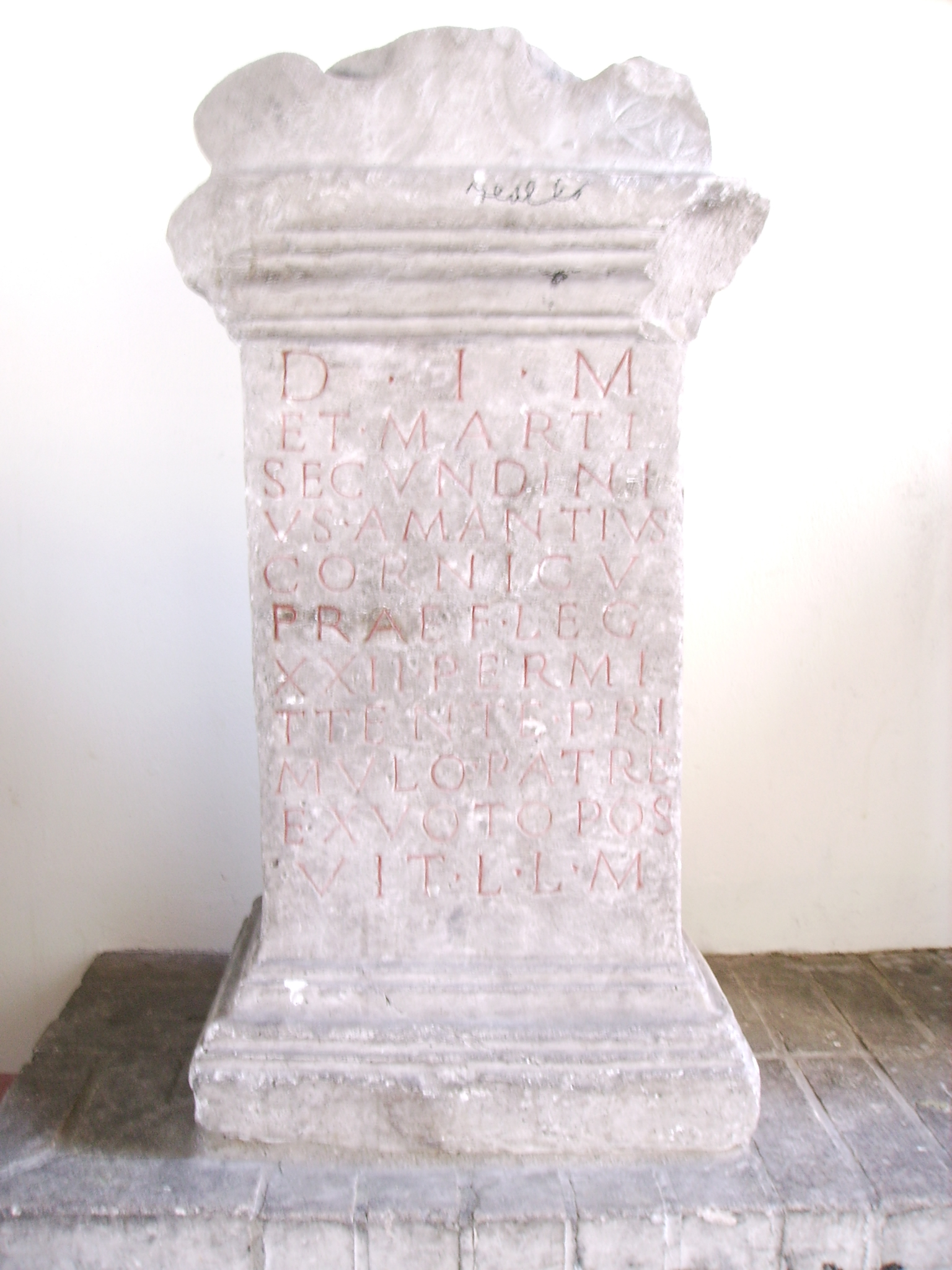
Autel à Mayence

  - Mithraeum de Neuenheim, Heidelberg
  - Mithraeum de Ladenburg [2],
  - Mithraeum de Mundelsheim,
  - Mithraeum de Osterburken,
  - Mithraeum de Riegel, Riegel am Kaiserstuhl,
  - Mithraeum de Wiesloch.

- Bavière :
  - Mithraeum de Königsbrunn
  - Mithraea de Stockstadt, (Stockstadt am Main)
- Hesse :
  - Mithraeum de Dieburg,
  - Mithraeum de Kastell Rückingen, Erlensee
  - Mithraea de Heddernheim, Francfort-sur-le-Main [3]
  - Mithraeum de Friedberg [4]
  - Mithraeum de Saalburg, Bad Homburg vor der Höhe

- Rhénanie-du-Nord-Westphalie :
  - Mithraeum de Cologne, Cologne[5]
  - Mithraeum de Castra Novaesia, Neuss

- Rhénanie-Palatinat :
  - Mithraeum de Moguntiacum, Mayence [6]
  - Mithraeum de Gimmeldingen, Neustadt an der Weinstraße
  - Mithraeum de Schwarzerden
- Sarre :
  - Mithraeum du Halberg, Sarrebruck [7]

### Arménie
- Temple de Garni, Garni

### Autriche
- Mithraeum I de Carnuntum, Bad Deutsch-Altenburg
- Mithraeum II de Carnuntum [8]
- Mithraeum III de Carnuntum
- Mithraeum de Stixneusiedl, Trautmannsdorf an der Leitha[9]
- Mithraeum d'Immurium, Unternberg[10]

### Belgique
- Mithraeum de Tirlemont (Tienen mithraeum)

### Bosnie-Herzégovine
- Mithraeum de Jajce, Jajce
- Mithraeum de Konjic, Konjic
- Mithraeum de Prozor, Prozor-Rama [11]

### Bulgarie
- Mithraeum de Sofia, Sofia[12]

### Croatie
- Mithraeum de Močići, Konavle [13]

### Égypte
- Mithraeum d'Alexandrie, Alexandrie
- Mithraeum de Memphis, Memphis

### Espagne
- Andalousie :
  - Mithraeum de Cabra, Cabra

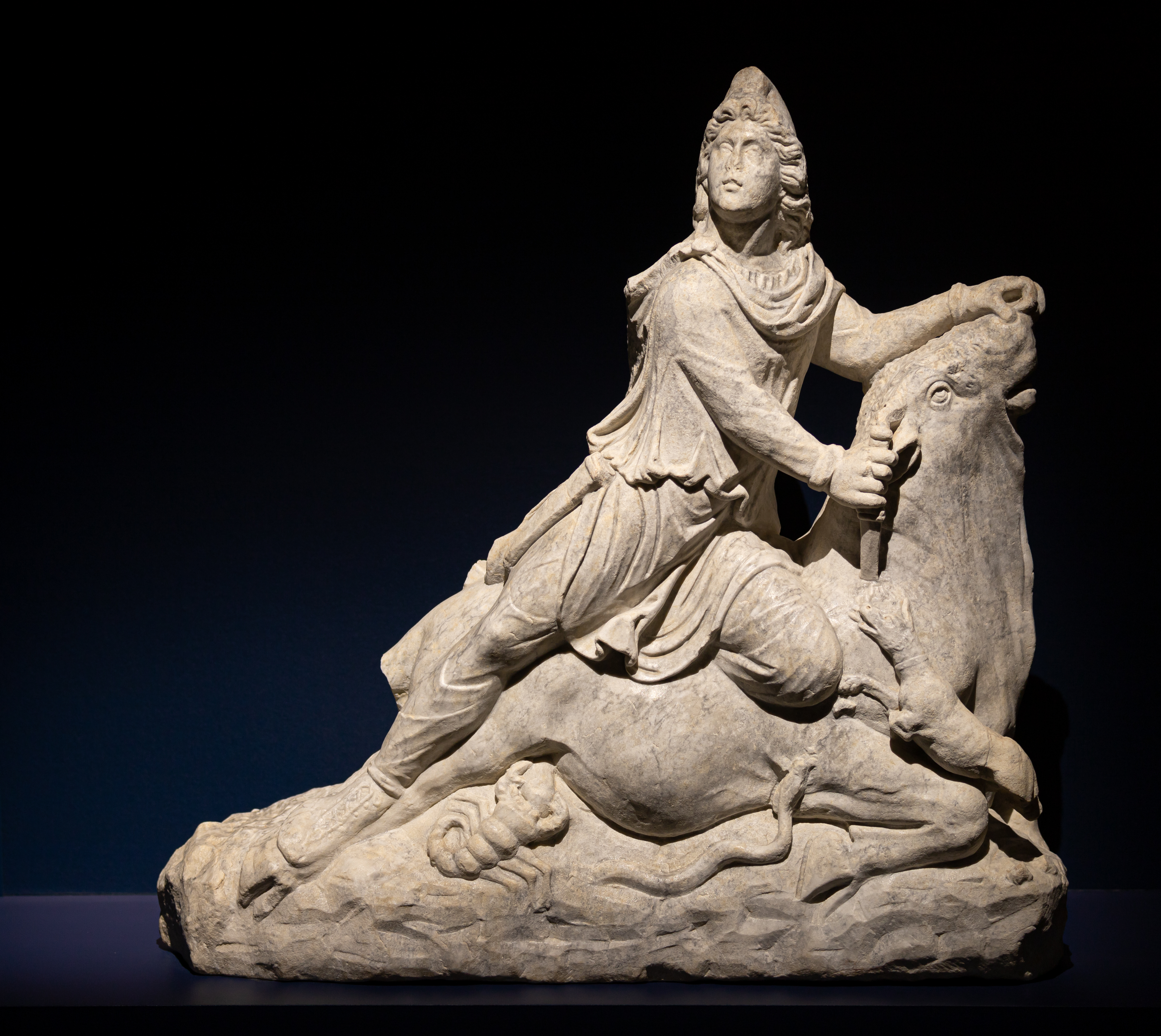
Le Mithra de Cabra.

  - Mithraeum de Fuente Álamo (?), Puente Genil

- Asturies :
  - Mithraeum de San Juan de la Isla, Colunga[14]

- Catalogne :
  - Mithraeum d'Els Munts, Altafulla
  - Mithraeum de Cabrera de Mar, Cabrera de Mar

- Estrémadure :
  - Mithraeum de Mérida, Mérida

- Galice :
  - Mithraeum de Lugo, Lugo

### France
- Auvergne-Rhône-Alpes :
  - Bas-relief mithriaque de Bourg-Saint-Andéol,
  - Mithraeum de Vieu.

- Bourgogne-Franche-Comté :
  - Mithraeum de Dyo, Dyo (sur un site également dédié au culte des eaux, près d'une voie romaine et d'une source[15])
  - Entrains-sur-Nohain, où plusieurs fragments de monuments différents à Mithra ont été découverts, ce qui indique qu'il a dû exister plusieurs mithraeum dans cette localité[16].
  - Mithraeum des Bolards, Nuits-Saint-Georges

- Corse
  - Mithraeum de Mariana à Lucciana, découvert par l'équipe de Philippe Chapon (Inrap), en 2017[17],[18]

- Grand Est :

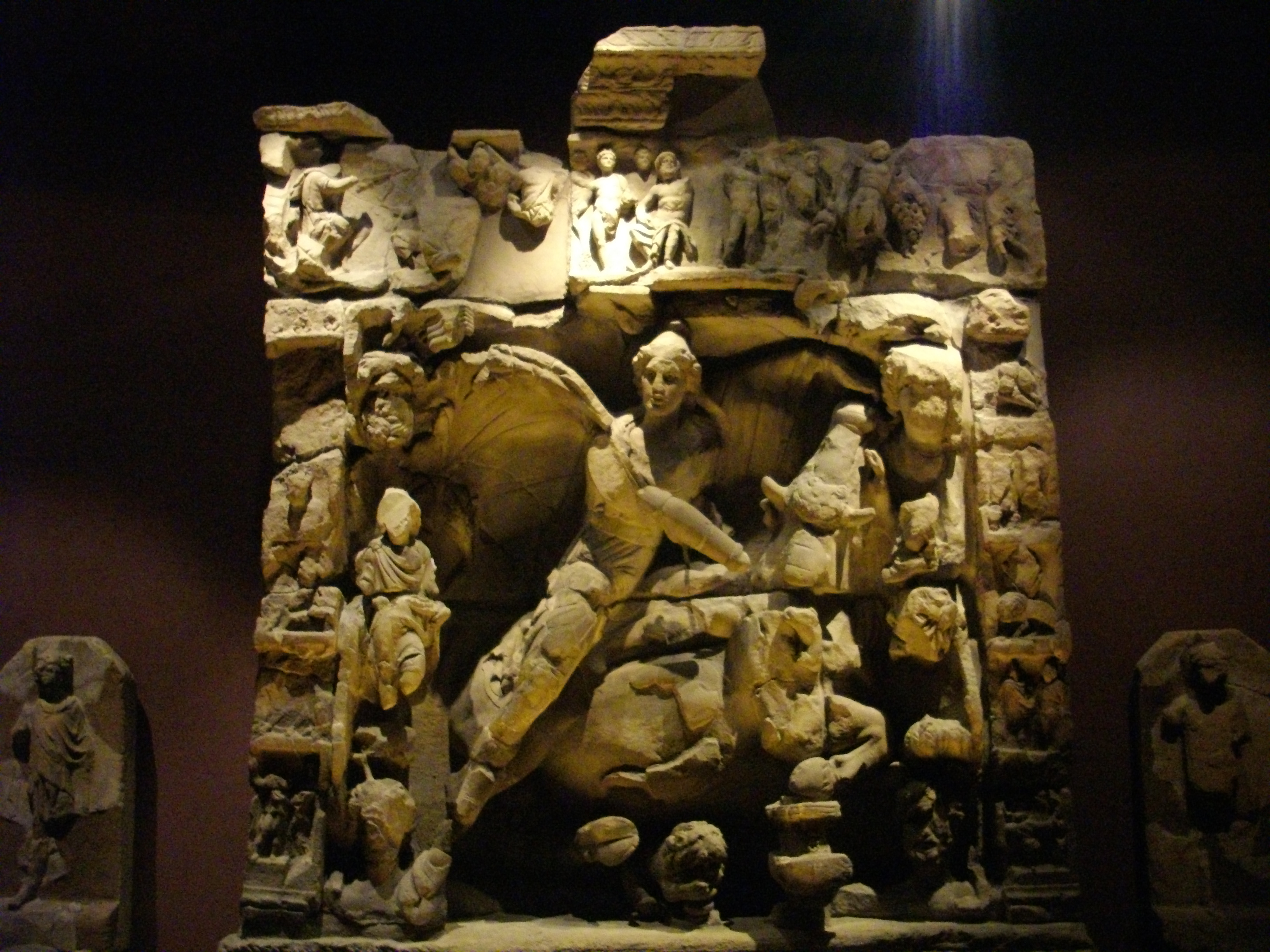
Bas-relief du mithraeum de Sarrebourg, conservé au musée de la Cour d'Or à Metz.

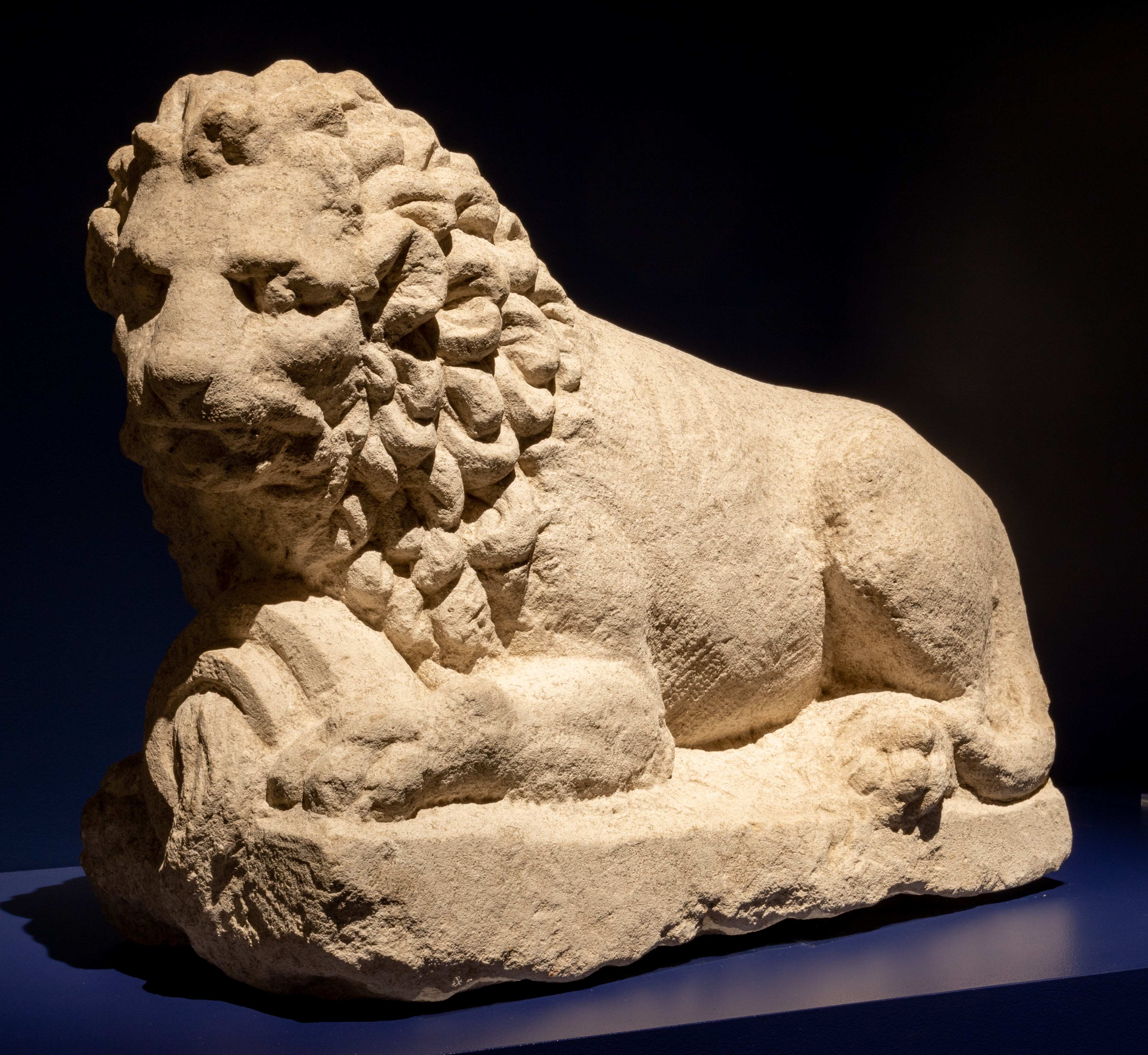
Statue du lion du mithraeum des Bolards.

  - Mithraeum de Biesheim-Kunheim, Biesheim[19],[20]
  - Mithraeum de Koenigshoffen, Strasbourg[21]
  - Mithraeum de Mackwiller[22]
  - Mithraeum de Sarrebourg

- Île-de-France :
  - Mithraeum de Septeuil, Septeuil (aménagé sur une ancienne nymphée)

- Normandie :
  - Reliefs mithriaques de Jort

- Nouvelle-Aquitaine :
  - Mithraeum de Bordeaux
  - Mithraeum de Chardonchamp [23], dans un souterrain de Migné-Auxances

- Pays de la Loire :
  - Mithraeum d'Angers

- Provence-Alpes-Côte d'Azur :
  - Mithraeum de Notre-Dame d'Avignonet, Mandelieu-la-Napoule[24]
  - Mithraeum de Mons Seleucus à La Bâtie-Montsaléon, découvert lors de fouilles dans les premières années du XIXe siècle[25].

### Grèce
- Mithraeum de Thérmes[26].

### Hongrie

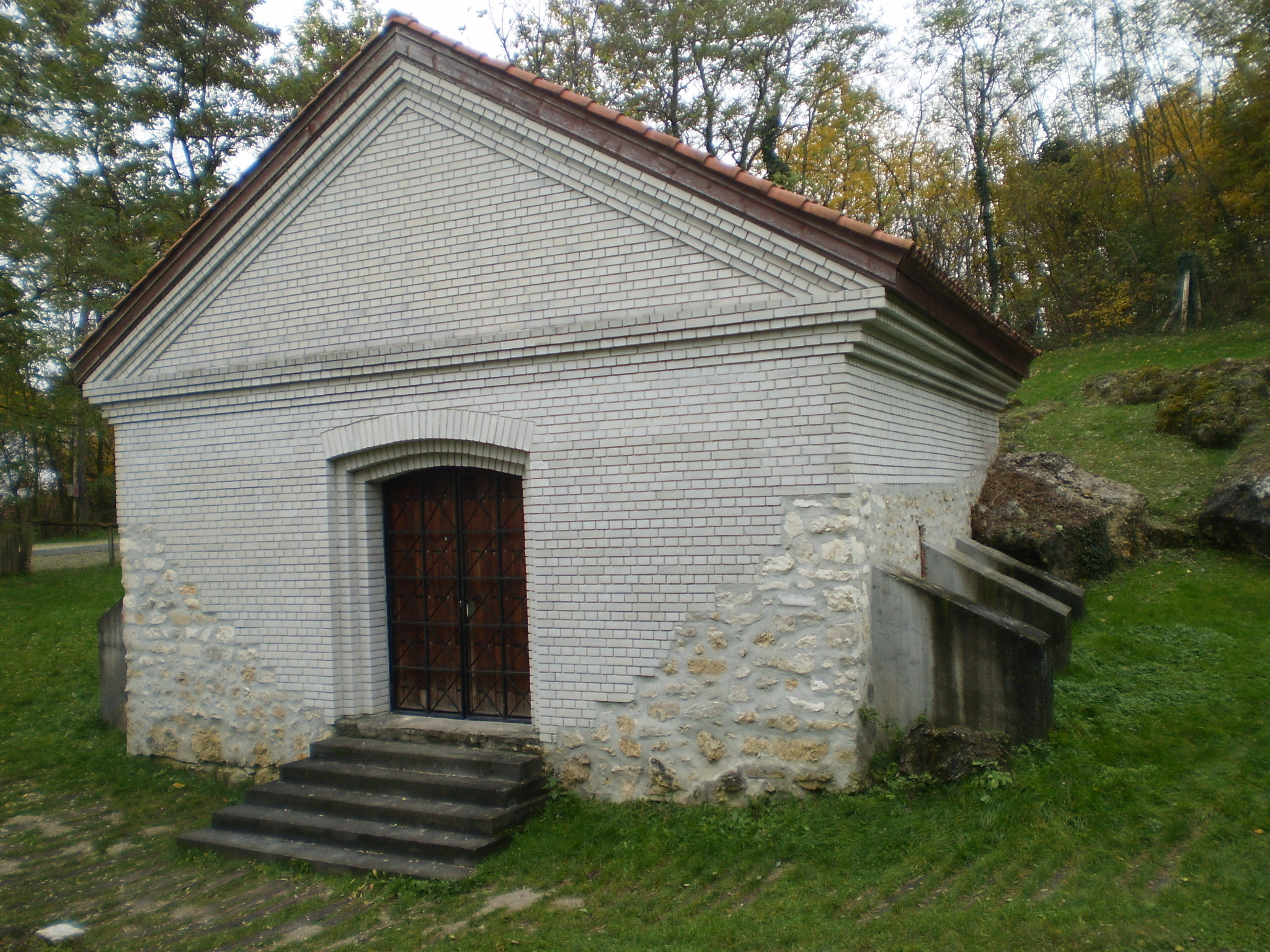
Mithraeum de Fertőrákos

- Mithraeum de Victorinus, Óbuda
- Mithraeum de Symphorus, Óbuda
- Mithraeum de Fertőrákos,
- Mithraeum de Savaria, Szombathely
- Mithraeum de Sárkeszi

### Irak
- Mithréum, Dohuk
- Temple de Hathra, Hatra

### Israël
- Mithraeum, Césarée[27]

### Italie
- Campanie :

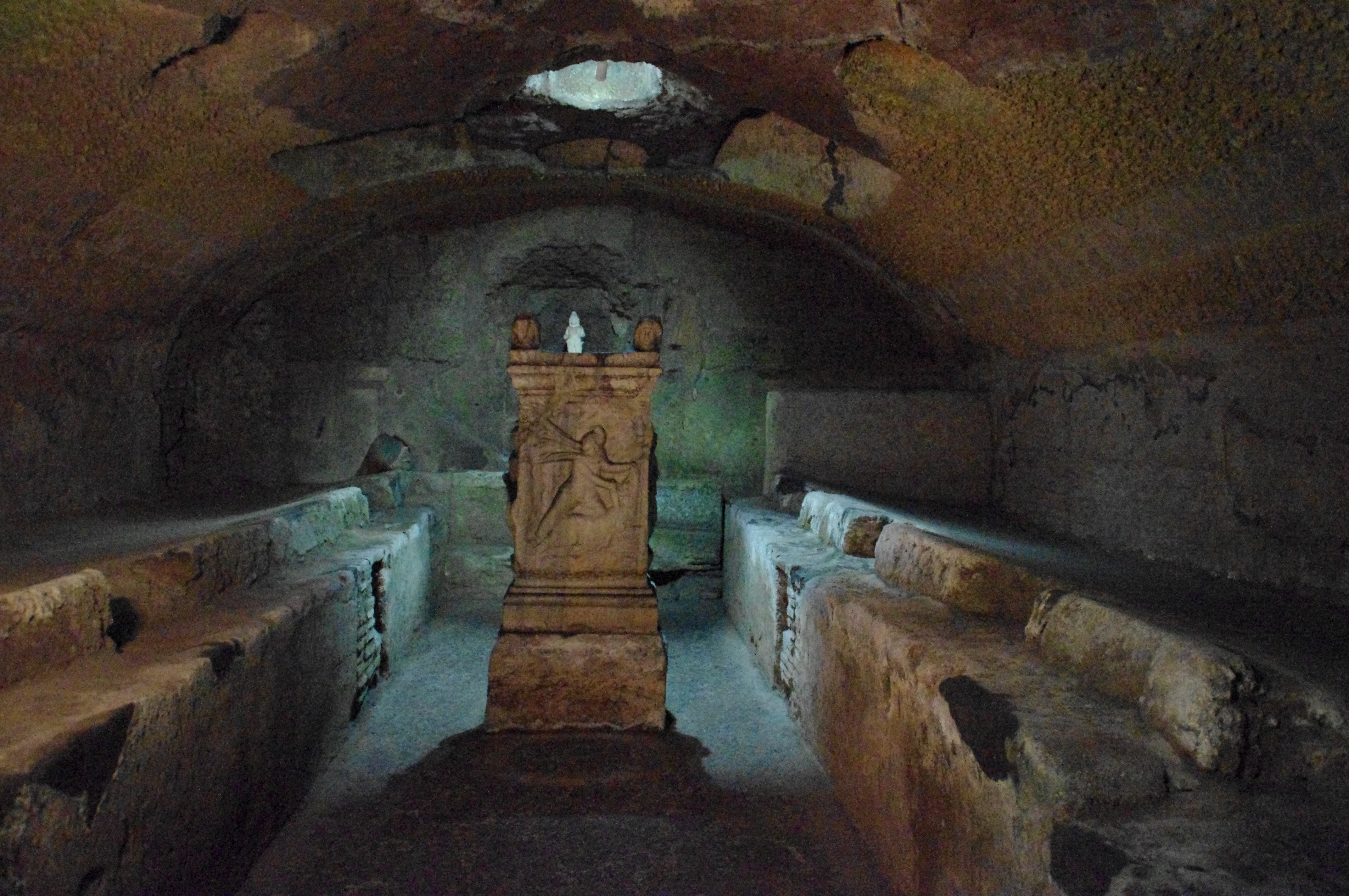
Mithréum de la basilique Saint-Clément-du-Latran, Rome.

  - Mithraeum de Santa Maria Capua Vetere, Santa Maria Capua Vetere
- Frioul-Vénétie Julienne :
  - Mithraeum de Duino, Duino-Aurisina

- Latium :
  - Mithraeum de Vulci, Canino
  - Mithraeum de Marino, Marino
  - Mithréum d'Anagni (sous la cathédrale)
  - Ostie, 16 à 18 mithréums identifiés, dont[28],[29] :
    - Mithréum d'Aldobrandini
    - Mithréum des Animaux
    - Mithraeum des bains de Mithra
    - Mithréum de Fagan
    - Mithréum des Felicissimus
    - Mithréum des Fructosus
    - Mithréum de la maison de Diane
    - Mithréum des Menandro
    - Mithréum du palais impérial
    - Mithréum de la Plante des pieds
    - Mithréum de la Porta Romana
    - Mithréum de Sabazeo
    - Mithréum des Sept Portes
    - Mithréum des Sept Sphères
    - Mithréum des Serpents
    - Mithréum des Parois Peintes

  - Mithréum, Ponza
  - Rome :
    - Mithréum de la basilique Saint-Clément-du-Latran
    - Mithréum du Capitole
    - Mithréum du Circus Maximus
    - Mithréum de la Crypta Balbi
    - Mithréum sous l'église Saint-Étienne-le-Rond
    - Mithréum (it) sous l'église Santa Prisca
    - Mithréum de l'Esquilin
    - Mithréum d'Orazio Muti
    - Mithréum (it) du palais Barberini
    - Mithréum (it) des thermes de Caracalla

  - Mithraeum de Sutri (sur le lieu de l'actuelle église de la Madonna del Parto)

- Lombardie :
  - Mithréum, Angera

- Ombrie :
  - Mithréum, Spolète

- Toscane :
  - Mithréum, Orbetello

### Liban
- Mithraeum de Sidon

### Macédoine
- Mithraeum, Prilep [30]

### Maroc
- Mithréum, Volubilis

### Portugal
- Mithréum, Setúbal [31]

### Roumanie
- Mithréum de Slăveni, Gostavățu
- Mithréum, Sarmizegetusa

### Royaume-Uni

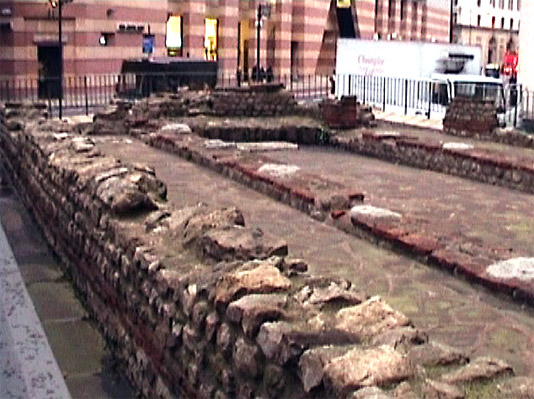
Mithréum, Londres.

- Mithréum (en), Caernarfon
- Mithréum, Carrawburgh (en)
- Mithréum, Colchester
- Mithréum (en), Londres
- Mithréum (en), Vindobala (en)

### Slovénie
- Mithréum (sl), Črnomelj
- Mithréums, Ptuj (trois mithréums)

### Suisse
- Mithréum, Martigny[32]
- Mithréum de la villa gallo-romaine d'Orbe-Boscéaz

### Syrie
- Mithréum, Doura Europos (transporté et remonté à la Yale University Art Gallery, États-Unis)
- Mithraeum, Hawarte (près d'Apamée)

### Turquie
- Mithréum, Dülük
- Temple du Nemrut Dağı, Nemrut Dağı